# Žalobín
Žalobín (ungarisch Újszomotor – 1888–1902 Zsalobina, 1873–1882 Zsalubina) ist eine Gemeinde in der Ostslowakei.

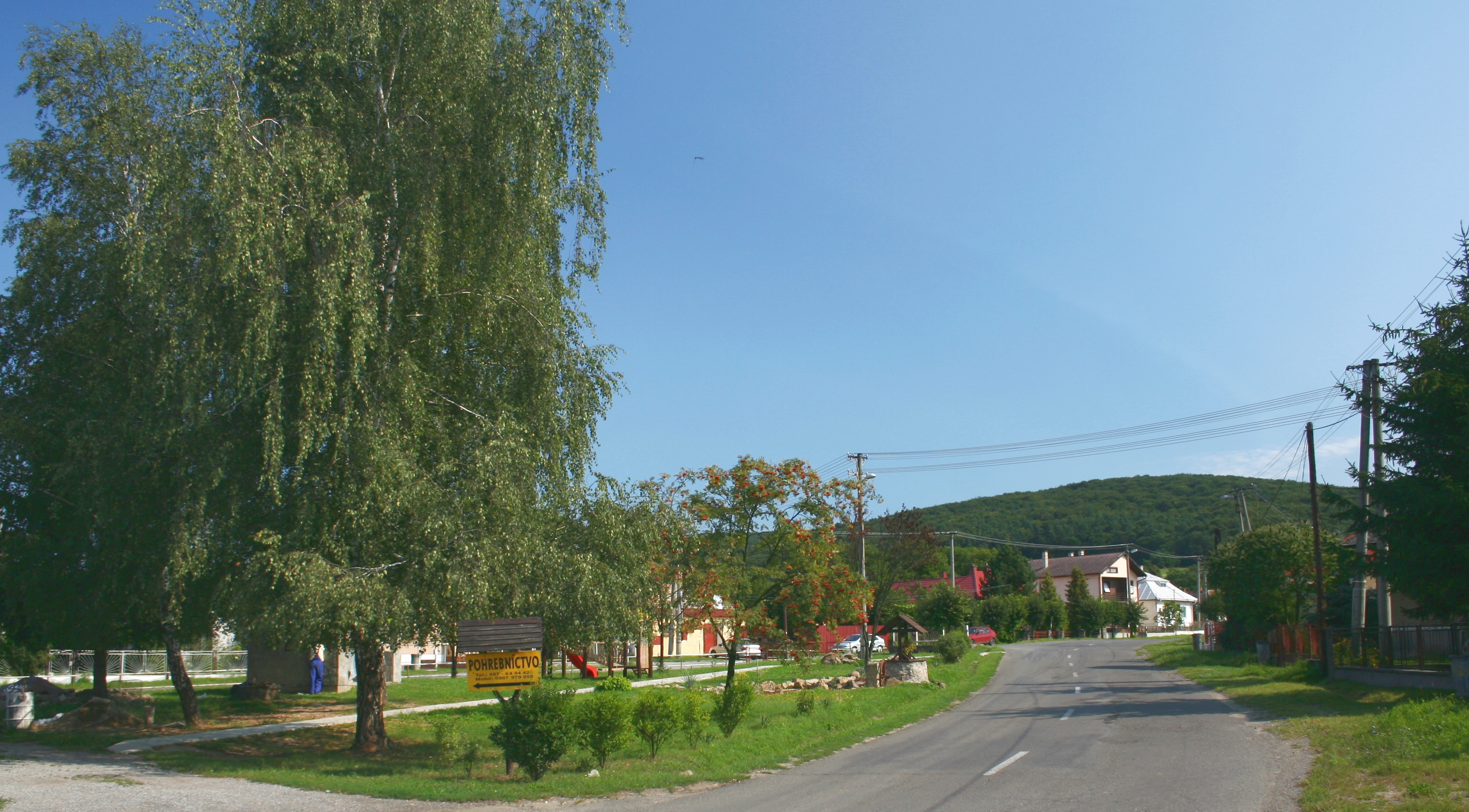
Blick auf Žalobín

Die Gemeinde Žalobín liegt an der Mündung der Oľka in die Ondava, nur wenige Kilometer südlich der Veľká-Domaša-Talsperre. Das Ondavatal ist etwa vier Kilometer breit und wird von Ausläufern des Ondauer Berglandes (Ondavská vrchovina) flankiert. Die nächstgrößeren Städte sind Vranov nad Topľou und Humenné.
Umgeben wird Žalobín von den Nachbargemeinden Jasenovce im Norden, Karná im Osten, Ondavské Matiašovce im Süden sowie Malá Domaša im Westen.
Durch Žalobín führt die Fernstraße 554 (Havaj-Oborín). Über die Verbindungsstraße zur Nachbargemeinde Malá Domaša besteht Anschluss an die Fernstraße 15 (andere Bezeichnung: I/15) von Svidník nach Vranov nad Topľou, als Teilstück der Transitstraße von Südostpolen nach Ungarn.
Der Ort wurde im Jahr 1451 erstmals urkundlich erwähnt.

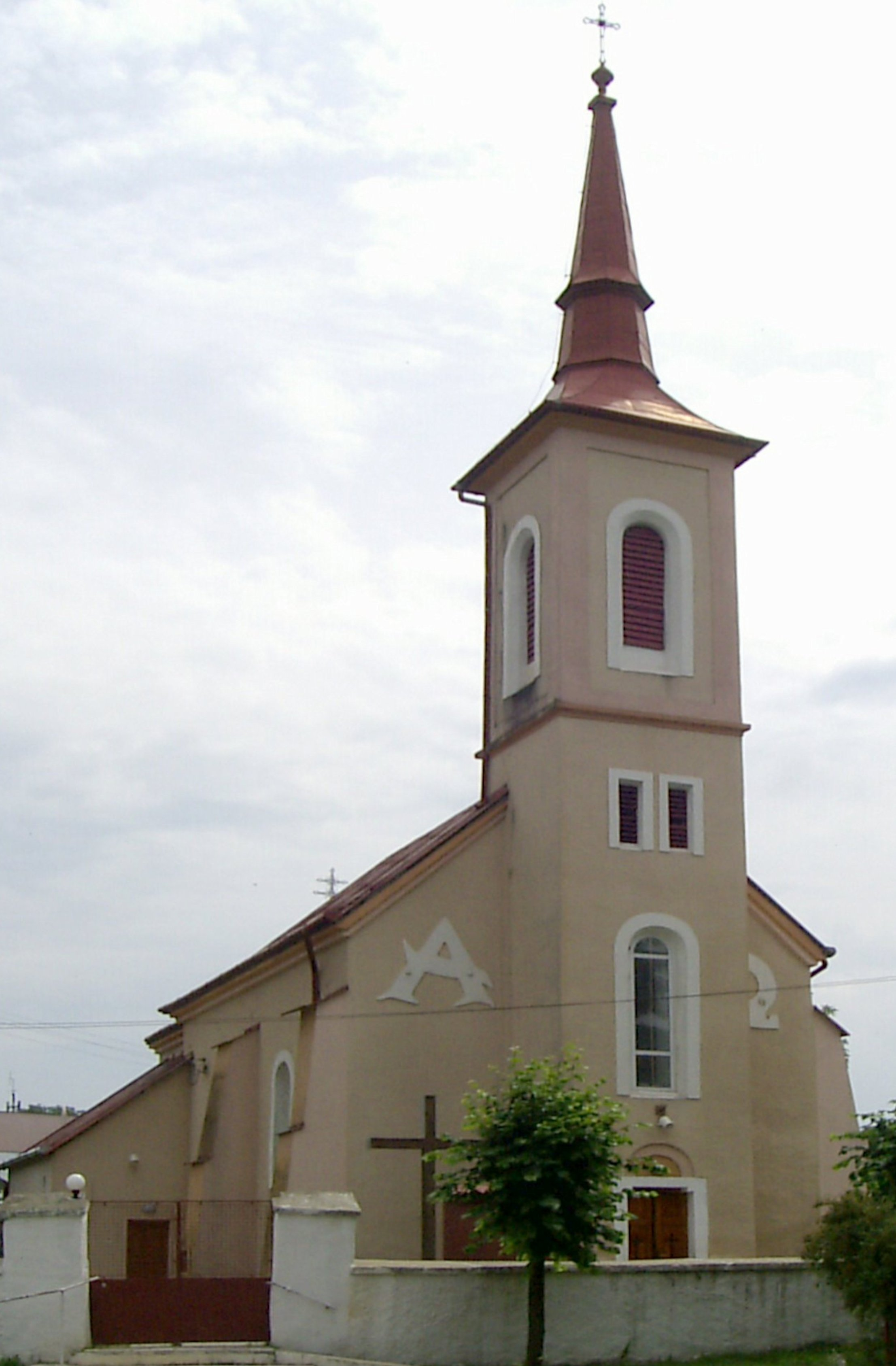
Römisch-katholische Kirche Svätý František z Assisi in Žalobín

Die Bevölkerung Žalobíns besteht zu etwa 94 % aus Slowaken, 5 % sind Roma. Fast 97 % der Einwohner bekennen sich zur römisch-katholischen Kirche.

## Bevölkerung
| Jahr                | 1994 | 2004    | 2014    | 2024    |
| ------------------- | ---- | ------- | ------- | ------- |
| Anzahl der Personen | 701  | 759     | 816     | 815     |
| Unterschied         |      | +8,27 % | +7,50 % | −0,12 % |

| Jahr                | 2023 | 2024 |
| ------------------- | ---- | ---- |
| Anzahl der Personen | 815  | 815  |
| Unterschied         |      | +0 % |

## Belege
1. ↑  Hustota obyvateľstva - obce [om7014rr_obc=AREAS_SK, v_om7014rr_ukaz=Rozloha (Štvorcový meter)]. Statistical Office of the Slovak Republic, 31. März 2025, abgerufen am 31. März 2025 (slowakisch).
2. ↑  Počet obyvateľov podľa pohlavia - obce (ročne) [om7101rr_obce=AREAS_SK]. Statistical Office of the Slovak Republic, 31. März 2025, abgerufen am 31. März 2025 (slowakisch).
3. ↑  Statistikportal MOŠ (Seite nicht mehr abrufbar, festgestellt im März 2016. Suche in Webarchiven)
4. 1 2  Počet obyvateľov podľa pohlavia - obce (ročne) [om7101rr_obce=AREAS_SK]. Statistical Office of the Slovak Republic, 31. März 2025, abgerufen am 31. März 2025 (slowakisch).